# Bảo tàng Vojtech Löffler
Bảo tàng Vojtech Löffler (tiếng Slovakia: Múzeum Vojtecha Löfflera) là một bảo tàng nghệ thuật tọa lạc ở số 20 phố Elizabeth, thành phố Košice, Slovakia.

## Lịch sử
Bảo tàng được thành lập vào ngày 17 tháng 12 năm 1993 nhằm triển lãm các tác phẩm của một nhà điêu khắc nổi tiếng người gốc Košice tên là Vojtech Löffler. Các tác phẩm trong cuộc triển lãm do Vojtech và vợ ông quyên góp cho thành phố. Bảo tàng được mở rộng thêm không gian vào ngày 8 tháng 2 năm 2002, và được cải tạo một phần vào năm 2014.

## Triển lãm
Triển lãm thường trực của bảo tàng giới thiệu tuyển chọn hơn 2.000 hiện vật từ bộ sưu tập độc đáo của nhà điêu khắc Vojtech Löffler. Ngoài gửi tặng bảo tàng một lượng lớn tác phẩm của mình, Vojtech Löffler còn tặng một bộ sưu tập chân dung tự họa rất độc đáo của nhiều họa sĩ khác nhau, trong đó có một số gương mặt của Trường nghệ thuật Košice danh tiếng.
Bảo tàng cũng lưu giữ một bộ sưu tập đồ gốm. Bên trong bảo tàng còn có một thư viện chứa hơn 2.000 đầu sách về các lĩnh vực mỹ thuật, văn hóa, lịch sử, tôn giáo và địa lý, phần lớn là các tác phẩm của Slovakia, Hungary và Đức có niên đại vào đầu thế kỷ 18.